# Иса Бољетинац
Иса Бољетинац, познат и као Иса Бољетини (алб. Isa Boletini; Бољетин, 15. јануар 1864 — Подгорица, 23. јануар 1916), био је албанска национална фигура и качак, један од вођа Албанског устанка 1910. године у Косовском вилајету и главна фигура албанске борбе против Османског царства, Краљевине Србије и Краљевине Црне Горе.

## Биографија

### Младост
Иса Бољетинац је рођен у селу Бољетин код Звечана у Османском царству. Исини породица се преселила у Бољетин из села Истинић код Дечана, због крвне освете (алб. gjakmarrja), а поријекло воде од племена Шаља из сјеверне Албаније. Промјенили су презиме у Бољетини (од Бољетина). Иса је био неписмен. Шаље су биле најсиромашније албанско племе са малим изузетком од око 400 породица који су живјели у Истинићу. Племе Шаља је било у сукобу са племеном Гаши све док нису постигли мир у августу 1879. године, на основу султанове наредбе.

### 1878–1912.
Након оснивања Призренске лиге (1878), као младић борио се против турских снага у бици код Сливова 22. априла 1881. године. Изградио је јаку базу у свом родном мјесту и незаконито је одузео имовину неколико комшија муслимана. Од 1898. до 1899. године, примао је новац за заштиту српске православне заједнице у Митровици и околини, због чега га је Краљевина Србија наградила медаљом и испоруком оружја. Манастир Соколица, који је смјештен између албанских села, штитила су браћа Ахмед и Иса, који су живјели 800 м и 100 м од манастира. Српски конзул у Приштини Светислав Симић 1899. године је констатовао да „ниједан Србин није пао од његове пушке, а гдје су његови мартини стигли, раја је потпуно ослобођена од зулума”. Вријеме послије 1900. било је у знаку етничких тензија.
У љето 1901. године, спровођени су злочини над Србима у Ибарском Колашину под командом Бољетинца, који су укључивали масакре, силовања, уцјене, пљачке, као и исељавање мјесних Срба. Раније османска истрага открила је кријумчарење оружја из Србија у Ибарски Колашин, који је послат како би се мјесни Срби заштитили од звјерстава, која су били стални од рата 1897. Догађаји су довели до отварања руског конзулат у Митровици 7. маја 1902, а за конзула је постављен Григорије Шчербина. Бољетинац је запријетио да ће запалити све српске куће које буду сарађивале са конзулатом — конзул није могао доћи у Митровицу све док Порта није позвала Ису у Истанбул. Према извјештају од 29. септембра из османских извора, Бољетинац се предао властима, а османлије су га помиловале и то искористиле против Мустафа-паше и његових присталица. Према извјештају, он је 24. новемрбра 1902. стигао у Истанбул. Четири дана касније извјештено је да је Порта обећала да Бољетинца неће вратити у Митровицу и да ће Шчербина ускоро стићу у конзулат. Султан Абдул Хамид II, умјесто да га притвори, доводи га у Истанбул и поставља на чело дворске страже.[b]
Дана 11. марта 1903. године Порта је порекла да је планирала вратити Ису Бољетинца у Митровицу. Шчербина није преживио покушај атентата 31. маја, током албанских немира, а преминуо је од посљедица рањавања из ватреног оружја у априлу 1903. Након што је одслужио четири године на челу дворске страже, он се враћа у Косовски вилајет са додјељеном царском земљом и официрским чином у мјесној османској милицији у марту 1906. године. Тим је постао најпознатији и најбогатији Албанац у Митровици. Наставио је своју улогу мјесног „заштитника”. Био је представник Косовског вилајета у Османској скупштини између 1908. и 1912. године. Био је лојалан султану, иако је 1908. године своју првобитну подршку дао Младотурцима.
Комитет уједињења и напредка, након отприлике мјесец дана од обнове устава, одлучио је да се позабави питањем крвне освете у Косовском вилајету, изрицање казне за Албанце умјешана у убиства. Агресивне мјере покренуло је мјесно становништво — Неџип Драга и други албански прваци, који су затражили хапшење Бољетинца, због непријатности према неким градским првацима. Дана 15. маја 1909. године, Младотурци, настављајући своју бившу политику негације албанских националних права, шаљу војну експедицију у Косовски вилајет да би зауставили раст непријатељског става према влади и сломили отпор сељака, који су одбијали да плате порезе које је Истанбул увео. Кавид-паша, нови командант дивизији је у Митровици, добио је наредбу да изврши прекид војних операције против албанских герилаца. Због покушаја власти да прикупљају порез који су до тада искључивало плаћали хришћани, избили су озбиљни немири међу муслиманским племенима на сјеверу Албаније. Иса Бољетинац, вођа који имао знатан углед код султана, заједно са вођама из Пећи и Ђаковице, напао је турску војску, бројне борбе довеле су до великог крвопролића, а турска војска је бомбардовала неколико села. Бољетинац је предводио борбе у Приштини, Призрену и другим мјестима.
Бољетинац је имао значајну улогу у Албанској побуни 1910. године. Он се опирао турској војсци код планине Црнољева два дана. Године 1910, Нопча је именовао њега и Али-пашу Драга за водеће албанске личности у Митровици. У периоду од 1910. до 1911, Влада Краљевине Црне Горе је подстицала сјеверна албанска племена (Малисори) на побуну против Османског царства. Осим католичких Малисора, придружили су се неки албански прваци из Косовског вилајета, међу којима је био и Бољетинац. Бољетинац је намјеравао да користи Црну Гору као базу за упад у Скадарски вилајет. У почетку је Црна Гора игнорисала његово присуство, али је 15. јуна, након бројних протеста османских амбасадора, отпратила Бољетинца и његових тринаест пратилаца далеко од границе.

### Албански устанак 1912.
Присталице Хасана Приштине подигле су устанак 23. априла 1912. године на планина Јакова, који се затим проширио; албански прваци Бајрам Цури, Иса Бољетинац, Риза Ђакова, Идриз Сефери, Хасан Приштина, Неџип Драга и други 20. маја су одлучили подићи општу оружану побуну широм Косовског вилајета. У прољеће 1912, Бољетинац је предводио устанак у Косовском вилајету, остварујући изненадне побједе над Турцима. Након што су албанске снаге ушле у Скопље (12. август) и запријетиле да ће поћи на Битољу и Солун, Турци су послали снаге против побуњеника, који су се повукли у планине, али су наставили да се противе влади, у области између Пећи и Митровице су опљачкали војна складишта, отворили затворе и прикупљали порезе од становништва за албанске прваке. Турци су тада склопили договор са побуњеницима којим им је обећана аутономија вилајета са значајним албанским удјелом (Косовски, Јањински, Скадарски и дио Битољског). Висока порта је 18. августа 1912. одговорила да спрема низ економских, политичких, административних и културних права, али да нема формалне аутономије. Албанска страна је приједлог прихватила, престала је са даљим националним потраживањем, а Бољетинца су послали кући. Османска страна је прихватила 4. септембра. Тиме је практично створена албанска држава. Док су Албанци муслимани из Косовског вилајета били задовољни, балкански сусједи и Албанци католици нису били. Балканске државе су предвиђале подјелу Албаније између њих. Црна Гора је задобила Малисоре, подржавајући аутономни сјеверни ентитет Албанаца католика.
У августу, пуковник Драгутин Димитријевић Апис, који је био на челу организације Црна рука, послао је писмо Бољетинцу у коме од њега и његових људи тражи помоћ Србима у борби против Османлија. Црна рука је подстицала и охрабривала Албанце из Косовског вилајета у њиховом устанку, обећавајући им помоћ; пуковник Апис је неколико пута посјетио сјеверну Албанију како би ступио у контакт са вођама албанског устанка, посебно са Исом Бољетинцем. Апис је изјавио да Срби само желе да ослободе Албанце од Османлија, а да би и Срби и Албанци имали користи од ослобођења земље. Успио је у убјеђивању, Албанци су се борили против Османлија, међутим, Апис и његови људи починили су политичка убиства прерушени у Албанце и на крају су црногорска и србијанска војска масакрирали Албанце и зауставили прилив оружја Албанцима, почетком септембра 1912. године.

### Балкански ратови и независност Албаније
На почетку Првог балканског рата, османску војску су подржали неки албански добровољци и нерегуларци; османске власти су људима Исе Бољетинца обезбједила 65.000 пушака. У српској штампи је наведено да је током предаје албанских побуњеника у Љуми 16. новембра 1912, Бољетинац и његови људи су успјели побјећи. У Валони 28. новембра 1912. Албанска народна скупштина проглашава независност, Исмаиљ Ћемали одбија да сачека Бољетинца и остале албанске вође из Косовског вилајета и на брзину спрема декларацију. Елита са југа је жељела да спријечи Исине планове да се он потврди као кључна политичка личност и да га искористи за испуњење својих војних потреба. Иса Бољетинац је доприњео заштити владе у Валони, док је касније био дио албанске делегација на Лондонског конференцији (1913) заједно са Исмаиљом Ћемалијем, албанским шефом државе. Албанска делегација је жељела да Косовски вилајет буде у саставу Албаније, међутим велике силе су се томе успротивиле и највећи дио вилајета је припао Краљевини Србији.
Бољетинац и Бајрам Цури су 1913. године заједно командовали побуњеницима који су се борили против српске и црногорске војске. На српско-албанској граници је 13. августа 1913. дошло до инцидента. Тражена група бораца под командом Бољетинца, који је био министар рата у прелазној влади Албаније, извршила је успјешан напад на погранични град Дебар и заузела га од мање српског гарнизона, који је морао да се повуче због великих губитака.
Незадовољство Албанаца приликом утврђивања српске власти довело је до побуне у Македонији 23. септембра 1913, јер су одбијали да прихвате одлуку амбасадорске конференције о границама Албаније. Албанска влада је организовала оружани отпор и 6.000 људи под командом Исе Бољетинца, министра рата, прешло је границу. Послије борбе са српском војском, албанске снаге поново заузимају Дебар и онда крећу у марш, заједно са скупином предвођеном Петром Чеулевим, у правцу Охрида, а друга скупина у Маврову трпи губитке. За неколико дана заузели су градове Гостивар, Струга и Охрид, протјерујући српске снаге. У Охриду су успоставили мјесну власт, а брда према Ресену су држали четири дана.

### Муслимански устанак у средишњој Албанији
Током проосманског муслиманског сељачког устанка у средњој Албанији који је избио средином маја 1914. године, Иса Бољетинац и његове снаге браниле су кнеза Вилхелма од Вида.
Лојалност неких сјеверних албанских племена 30. маја није била јасна, међутим племе Љума сматрало је да је побједила албанска влада, јер су били под утицајем Исе Бољетинца и Бајрама Цурија, који су били у служби владе. Мирдите и Малисори су се 5. јуна 1914. године повукле и предале оружје у Драчу, и да су се њихове вође, међу којима је био и Иса Бољетинац, повукле и изјавиле да не могу да се боре против много бројнијег непријатеља. Побуњеници су окружили град и изјавили да се неће повући све док кнез Вилхелм не напусти Драч; 300 Малисора је погинуло, 250 је било рањено, међу којима се 150 удавило у градском језеру.
Када се устанак погоршао у јуну 1914. године, Иса Бољетинац и његови људи, претежно са Косова, придружили су се Холандској међународној жандармерији у борби против проосманских побуњеника. Према извјештају од 28. јуна 1914, Исмаиљ Ћемали је стигао у град са намјером да уведе ред, са планом подјеле земље у кантоне: сјеверним дијелом, до ријеке Маћа, управљао би Пренк Биб Дода; средишњим муслиманским дијелом, од ријеке Маће до ријеке Шкумбе, управљао је Есад-паша; од Шкрубе до Тепелене, Исмаиљ Ћемали; православним дијелом, Зоографос. Сљедећег дана Вилхелм је одржао скуп значајних Албанаца у Драчу, око 40 људи, међу којима су били и Иса Бољетинац, Исмаиљ Ћемала и Пренк Боб Дода. Неки су савјетовали кнеза да од великих сила тражи војну помоћ, док су се други томе противили и од њега тражили да од великих сила тражи гаранција за албанске границе постављене на Лондонској конференцији 1913. године. Било је манифестација подршке Вилхелму, а Бољетинац је рекао: „И ако ми нисмо изабрали кнеза Виљема, него га је Европа назначила, ми смо данас вјерно одани њему, у случају, ако би кнез Виљем био принуђен да нас остави, нека се нико други не прими тог мандата, јер Арбанаси нису дјеца са којима се може играти”. Скуп се сматра успјешним, јер су се и муслимани и католици сложили да кнез Вилхелм треба да остане.

### Први свјетски рат и смрт
Током Првог свјетског рата, Иса Бољетинац је био командант кочара који су се борили против србијанске и црногорске војске.
Предвођени Исом Бољетинцом, Бајрамом Цуријем, бугарским комитама и аустроугарским официрима, 1000 Албанаца је 20. октобра 1914. године напало црногорску базу код Ђаковице, а са собом су доњели и два брдска топа. Црногорска војска их је окружила и поразила, одбијајући их на албанску територију.
Након што су црногорске снаге 23. јуна 1915. године ушле у Скадар, Иса Бољетинац и његови људи су се предали и положили оружје, путујући за Цетиње.
Постоје разне приче о Исиној погибији у Подгорици 23. или 24. јануара 1916. године:
- Бољетинац се озбиљно разболио током борби за Скадар, а да га Црногорци не би ухапсили, он је тражио заштиту у француском конзулату у Цетињу. Ухапшен је у хотелу Цетиње и одмах пребачен у Никшић, а затим у Подгорицу. Током аустроугарског продора у Подгорицу, црногорски жандарми су убили Бољетинца, његова два сина, два унука, зета, нећака и два лојална пратиоца, на мосту изнад ријеке Мораче 23. јануара 1915. Вјеровало се да је дошао да се састане са аустроугарском војском.[6]
- Историчар Богумил Храбак наводи да се смрт настала „у пометњи коју је изазвала пријетња да ће заузети град”.[6]
- Овер Пирсон тврди да је 24. јануара 1916. убијен док је био затвореник у Подгорици, након спора који су изазвали Црногорци због борби у граду. Успио је да убије осам прије него што је убијен.[40]
- Београдска штампа је тврди да је након аустроугарске окупације Црне Горе, када су грађани предали оружје властима, Иса Бољетинац, његов син и шест пријатеља су то одбили, након чега су ушлу у градску судницу гдје су се људи окупили и покушали да охрабре људе да се одупру окупацији, пуцајући у црногорског писара и двојицу пандура. Услиједила је потрага, у којој је Бољетинац убијен.[41]

## Породица
Бољетинац је имао неколико синова, за које се 1924. године наводи да живе заједно са својим женама и рођацима у Бољетинцовој кули (коју је више уништава османска артиљерија) у Бања-чифлику, у близини манастира Соколица „као феудални кнезови, скромно, свечано, али са бескрајно мање ауторитета”. Његов син Мустафа био је вођа побуњеника током балканских ратова. Његов син Бајазит је од јуна 1914. до септембра 1918. био на школовању у Војној академији у Бечу. Указом  ФАО бр. 65055 од 1.2.1919. (СВЛ 101/19) примљен је у Војску Краљевине СХС и као свршени питомац произведен у чин коњичког потпоручника. У Војсци КСХС и КЈ је био све до 1932. године када му је уважена оставка. Тада је имао чин капетана друге класе. Служио је у Новом Пазару, Косовској Митровици, Ваљеву, Скопљу, Крушевцу. Једно време је био на служби у Краљевој Гарди. Од 1921. до 1924. је био на служби у Председништву Владе али  није познато коју је дужности обављао. Претходно је  поднео оставку на место у војсци да би после неколико месеци био реактивиран.
Његовог унука Исмета 27. јула 1936. године ножем су убила двојица албанских криминалаца, док је штитио своје пријатеље, троје Срба, у Косовској Митровици.

## Насљеђе
Предсједник самопроглашене Републике Косово Фатмир Сејдију је 16. фебруара 2010. године Ису Бољетинца постхумно одликовао орденом Хероја Косова, заједно са Аземом Галицом, Бајрамом Цуријем, Хасаном Приштином и Шотом Галицом.
Статуа Исе Бољетинца је откривена у Јужној Митровици 28. новембра 2012. године поводом празника Дана заставе и стогодишњице независности Албаније.
Током фудбалске утакмице Србија — Албанија, за квалификације на Европско првенство 2016, док је игра била обустављена, мали квадроптер на даљинско управљање са закаченом заставом појавио се изнад стадиона. На застави су се налазила лица Исмаиља Ћемалија и Исе Бољетинца и мапа Велике Албаније.
Бољетинац је убијен у Краљевини Црној Гори 1916. године и сахрањен је у Подгорици. Његови остаци су ексхумирани и пренети у Митровицу 1998. године, гдје су се чували у градској џамији. Остаци су из џамије уклоњени 2011. године, углавном из безбједоносних разлога због кризе на сјеверу Косова, и послати су на одјељење за форензику у Приштини, гдје су чувани све до 2015. године. Одлуку да се Иса Бољетинац сахрани у Валони, мјесту гдје је проглашена независност Албаније, по идеје министра спољних послова самопроглашене Републике Косово Хашима Тачија и предсједника Владе Републике Албаније Едија Раме, изазвала је негодовање међу косовскометохијским Албанцима. Породица Бољетини се прво сложила да Иса буде сахрањен у Валони, али је касније то одбила. Бољетинац је 10. јуна 2015. године сахрањен у родном селу Бољетин. Стотине људи је присуствовало поновном сахрањивању, а прије сахране је на стадиону у Косовској Митровици одржана јавна церемонија. Почасти посвећене Иси Бољетинцу осудили су српски заступници у Скупштини Републике Косово, називајући то провокацијом.
Споменик Иси Бољетинцу је статуа Исе Бољетинца у Скадру, сјеверозападна Албанија. Висока је 4,8 м, а откривена је 1986. године.